# مانع البارود
مانع البارود (انگلیسی: Manea Al-Baroud؛ زادهٔ ۱۷ آوریل ۱۹۹۴) یک بازیکن فوتبال است.